# Ambano
Ambano – gmina (kaominina) na Madagaskarze z siedzibą w Ambano, wchodząca w skład regionu Vakinankaratra, dystryktu Antsirabe II. W 2001 roku zamieszkana była przez 31 508 osób.